# Dadra og Nagar Haveli
Dadra og Nagar Haveli er et unionsterritorium i Indien.
Nagar Haveli ligger på grænsen mellem Gujarat og Maharashtra; Dadra er en enklave i Gujarat.
Indien overtog den portugisiske koloni i 1954.
20°16′N 73°01′Ø / 20.27°N 73.02°Ø